# Systolema hayati
Systolema hayati är en stekelart som beskrevs av T.C. Narendran 1994. Systolema hayati ingår i släktet Systolema och familjen kragglanssteklar. Inga underarter finns listade i Catalogue of Life.